# Ле-Бурже (международный авиасалон)

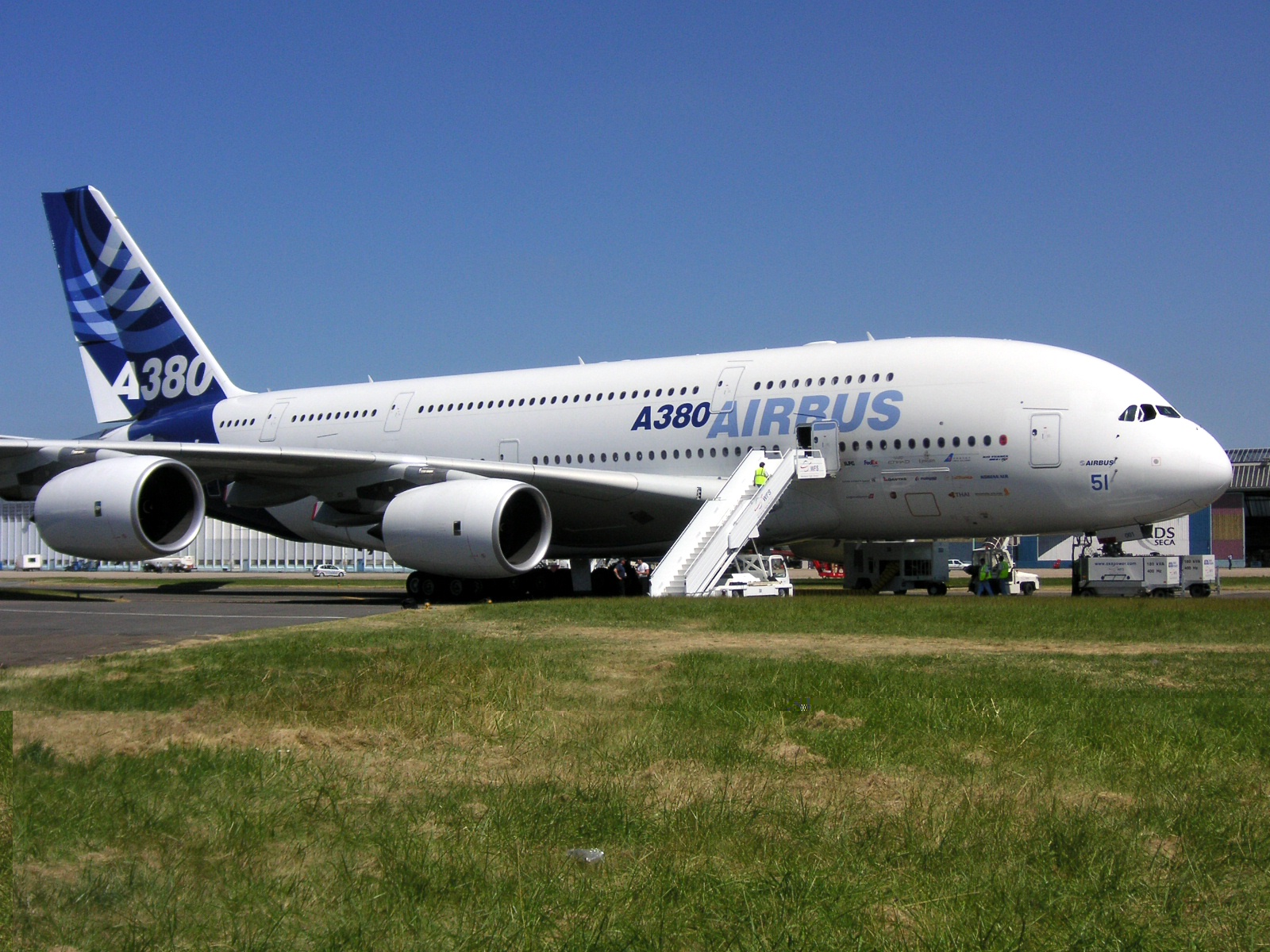
Airbus A380 на авиасалоне 2005 года

Международный авиакосмический салон Париж-Ле-Бурже (фр. Salon international de l'aéronautique et de l'espace de Paris-Le Bourget, или просто Ле-Бурже; фр. Le Bourget) — один из крупнейших авиасалонов в мире, проходит раз в два года в аэропорту Ле-Бурже (12 км к северо-востоку от Парижа).

## История
Впервые показ воздушных судов состоялся в Париже в 1908 году, в рамках автосалона. На следующий год, 25 сентября — 10 октября, французская столица приняла первую специализированную выставку летательных аппаратов; в ней приняли участие 380 компаний, которые продемонстрировали достижения в сфере конструирования аэростатов, самолётов и двигателей. Выставка имела успех, было решено сделать ее регулярным мероприятием.
Первоначально салон был ежегодным, а с 1924 г. устраивается раз в два года (во время Первой и Второй мировых войн не проводился).
В 1924 г. на выставке впервые появились иностранные участники из Великобритании и Германии, после чего авиасалон приобрел международный статус.
СССР впервые участвовал в этом авиасалоне в 1937 году, когда был представлен пассажирский самолет АНТ‑35[уточнить]. Начиная с 1957 года СССР, а с 1993 года — Россия, является постоянным участником авиасалона. В 1989 г. в рамках советской экспозиции впервые была показана не только гражданская авиационная техника, но и боевые самолёты и вертолёты, а также космический корабль «Буран». В разные годы в Ле-Бурже были впервые представлены за рубежом МиГ-29, Су-25, Су-27 и др..
До 1953 г. салон проходил в Большом дворце («Гран-пале», близ Елисейских полей). В 1949 г. лётные возможности экспонатов были впервые продемонстрированы в аэропорту Орли, расположенном в 14 км к югу от Парижа. С 1953 г. постоянным адресом салона стал аэропорт Ле-Бурже.
Авиасалон 2011 года стал 49-м по счету. В нём участвовало более 2100 компаний, демонстрировалось 150 самолётов. За три дня авиасалон посетило 465 тыс. человек.
Авиасалон 2015 года проходил с 15 по 21 июня и стал 51-м по счету. В нём участвовало 2260 компаний (37 российских) из пяти десятков государств . Всего авиасалон посетило 351 тыс. человек.
На салоне 2017 года были представлены Airbus A380plus и Boeing 737 MAX (первая модификация модели вышла на линии пятьдесят лет назад). Kawasaki P-1, демонстрировавшийся на этом авиасалоне, став первым японским военным летательным аппаратом, показанным на нём за более чем столетнюю его историю. Россия на этом салоне была представлена исключительно макетами, т.к. французская таможня запретила ввоз на территорию страны российского оружия в связи с санкционной политикой.
Первый после пандемии КОВИД-19 авиасалон прошёл в 2023 г..

## Происшествия
- 3 июня 1961 года разбился американский бомбардировщик B-58. Все 3 члена экипажа погибли.
- 15 июня 1965 года разбился американский бомбардировщик B-58. Погиб один из трёх членов экипажа.
- 19 июня 1965 года разбился итальянский истребитель-бомбардировщик G.91. Пилот катапультировался, но погиб, на земле погибли ещё 10 человек.
- 3 июня 1973 года во время демонстрационного полёта разбился советский самолёт Ту-144. Погибли все 6 членов экипажа.
- 3 июня 1977 года разбился американский штурмовик A-10. Пилот погиб.
- 8 июня 1989 года разбился советский истребитель МиГ-29. Пилот Анатолий Квочур успешно катапультировался.
- 12 июня 1999 года разбился российский многоцелевой истребитель Су-30. Оба члена экипажа успешно катапультировались.